# Laogai

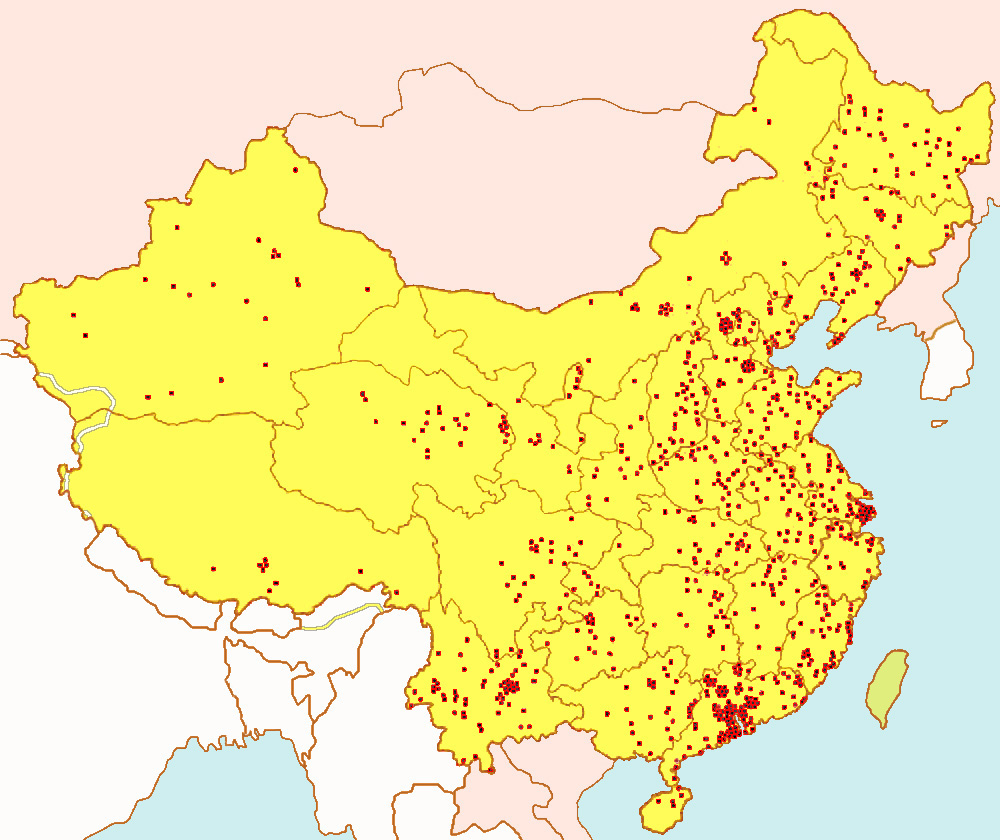
Harta laogai în China, în 1992.

Laogai (în chineză simplificată : 劳改 ; pinyin : láogăi; abrevierea lui 劳动改造láodòng gǎizào, „reabilitare prin muncă”) este un lagăr de reeducare prin muncă în Republica Populară Chineză. Prin utilizarea sa în serviciul aparatului represiv al statului, este considerat în mod obișnuit a fi echivalentul gulagului sovietic.
În decembrie 2013, China a încheiat oficial politica laogai. Cu toate acestea, acest sistem de lagăre de concentrare va continua până în ziua de azi, cu 5 până la 8 milioane de prizonieri.

## Istorie

### Creare
În 1951, Mao Zedong a pledat pentru reeducarea elementelor deviante prin muncă : « Numărul mare de infractori încarcerați care așteaptă judecarea constituie o mare forță de muncă. Să-i reeducați, să rezolvați problema supraaglomerării în închisori și să nu permiteți contrarevoluționarilor închiși să fie hrăniți fără să facă nimic ; trebuie să stabilim imediat un sistem de reeducare prin muncă ».

### Dezvoltare
Laogaii se extind și devin o rețea de lagăre de muncă forțată pentru inamicii Partidului Comunist Chinez, conform " nouă categorii de dăunători » (proprietarii, țărani bogați, contrarevoluționarii, elementele rele, persoanele de dreapta, agenții și militarii aparținând Kuomintang-ului, agenții capitaliști inamici și intelectualii în timpul Revoluției Culturale). În 2020, multe dintre aceste centre de detenție mai există [ ref. dorit ]</link>. Acolo găsim oponenți politici, dizidenți și studenți prezenți în timpul demonstrațiilor din 27 aprilie până în 4 iunie 1989 din Piața Tian'anmen. În aceste centre de detenție se găsesc și activiști care îl recunosc pe Papa Romei, activiști tibetani și un număr semnificativ de practicanți de Falun Gong,.
În anii 1990, autoritățile chineze au recoltat organe de la prizonieri pentru a le transplanta membrilor Partidului Comunist Chinez sau pe niște străini bogați 
Din punct de vedere represiv, sistemul de “reabilitare prin muncă “autorizează delincvenții sau oponenții politici să fie închiși” pe o perioadă de până la patru ani, pe cale extrajudiciară, fără judecată sau posibilitate de recurs la un avocat ».
Fostul deținut chinez Harry Wu (1937-2016) a reclamat, cu succes, introducerea termenului “laogaï » în Oxford English Dictionary în 2003, urmat în 2005 în Duden, un dicționar al limbii germane, iar în 2006 în dicționare ale limbilor italiană și franceză.

### Desființarea oficială din 2013
Congresul Național al Poporului Chinei a abolit definitiv sistemul laogai în decembrie 2013. Guvernul anunță închiderea definitivă a acestor “lagăre de reeeducare prin muncă ».
Cu toate acestea, potrivit sinologului Jean-Luc Domenach, aceste centre de detenție continuă : în 2017, între 5 și 8 milioane de chinezi au fost deținuți în aproximativ 1000 de lagăre. Jean-Luc Domenach menționează și dezvoltarea închisorilor negre, detenție extrajudiciară care privește între 20.000 și 30.000 personnes.

## Funcționarea lagărelor

### Interogatoriu
După arestarea unui suspect, durata interogatoriilor este deosebit de lungă. A fost de 15 luni pentru deținutul Jean Pasqualini. Potrivit acestuia, este imposibil de a rezista interogatoriilor: « În anii mei de închisoare – povestește Pasqualini – am cunoscut un bărbat care de fapt fusese arestat din greșeală – avea același nume cu cel căutat. După câteva luni, a mărturisit toate crimele celuilalt. Când a fost descoperită greșeala, autoritățile închisorii au avut mari dificultăți în a-l convinge să se întoarcă acasă. Se simțea prea vinovat pentru asta ».
Interogatoriul are două obiective : pe de o parte obținerea de confesiuni complete și pe de altă parte “denunțarea » noilor vinovați. Încă de la începerea interogatoriului, înscenarea permite stabilirea autorității temnicerului asupra deținutului. Interogatul stă pe pământ sau pe un mic taburet când cel care îl interoghează se află pe o platformă înaltă.
Sinologul Simon Leys indică faptul că deținutul, prins în « angrenajele sistemului totalitar » are doar două opțiuni : fie să se sinucidă, fie să supraviețuiască. A doua opțiune este în cele din urmă la fel de definitivă ca prima : « a fi de acord să supraviețuiești înseamnă a renunța la a fi tu însuți ». Supraviețuirea necesită deținutului să se adapteze la mediu. La început joacă rolul pe care temnicerii lui îl așteaptă de la el, apoi, încetul cu încetul, personajul îi preia personalitatea reală. « Trebuie să joci jocul, iar jocul te schimbă ».

### Regulamentul Partidului Comunist Chinez privind laogai

#### Manual de reformă a procedurii penale aprobat de BiroulLaogaial Ministerului Justiției
“Sarcina esențială a unităților noastre laogai este de a pedepsi și reforma criminalii. Pentru a-și defini în mod concret funcțiile, aceștea își îndeplinesc sarcinile în următoarele trei domenii :
1. pedepsea infractorilor și ținerea lor sub supraveghere.
2. reabilitarea criminalilor.
3. Implicarea criminalilor în lumea muncii a și producției, creând astfel bogăție pentru societate.

Facilitățile noastre laogai sunt atât servicii de stat, cât și companii specializate. »

#### Hotărâre a Consiliului de Stat privind reeducarea prin muncă
“Următoarele categorii de persoane pot fi angajate pentru a fi educate prin muncă :
Contrarevoluționarii și recționarii antisocialiști ale căror crime sunt minore și nu fac obiectul urmăririi penale și care au fost demiși din birouri guvernamentale, agenții, afaceri, școli și alte unități și nu au posibilitatea să-și câștige viața. ».

## Laogai, între gulag și business

### Tipuri de lagăre, producție, produse
În 2006, Fundația de Cercetare Laogai a numărat 4 000 de lagăre de muncă, centre de detenție și închisori de tip laogai. Acest număr se obține luând în considerare centrele de detenție care au aspect de fabrici, ferme și mine. Beijingul a recunoscut că bunurile produse în aceste centre aduc în medie 200 de milioane de euro pe an.
Din 1983, când Deng Xiaoping a făcut din fiecare laogai o entitate economică autonomă, directorul centrului a devenit manager de afaceri.
Marfa produsă în Laogai sunt diverse și variate : ceai negru, cereale, inclusiv piese de automobile, produse chimice (îngrășământ, pulbere neagră), ciment, jucării, agricultura (bumbac, orez etc.), minerit (în special azbest). Prizonierii produc aproximativ 150 de articole diferite pentru export. Și " dacă calitatea nu este satisfăcătoare, prizonierul este bătut ».
Jurnalistul Gilles van Grasdorff indică, referitor la lucrătorii liniei de cale ferată Qing-Zang construită în provinciile Tibet și Qinghai între 2004 și 2006, “acești muncitori, bărbați, femei și copii au venit cu toții din laogai, ».

### Viața în lagăre
Sinologul Simon Leys menționează că prizonierilor le era interzis să cânte Internaționala, de fapt versurile " Sculați, voi oropsiți ai vieții, » putea incita prizonierii a se revolta.

### Comparații cu gulagul sovietic și lagărele naziste
Sinologul Marie-Claire Bergère, într-o lectură critică a operei lui Jean-Luc Domenach, zice : « trecutul nazist și experiența sovietică fac posibilă stabilirea unor modele comune de emanare a ideologiilor totalitare ».
Academicul Lucien Bianco compară lagărele naziste, gulagul sovietic și laogaiul chinez. Lagărele rezultate din ideologia comunistă au durat mai mult decât cele ale regimului nazist (laogai încă persistă în China). De asemenea, au făcut posibilă închiderea a mai multor victime, zece milioane pentru laogai din 1952 până în 1977 și, pentru gulag, între 1,5 și 2,5 milioane între 1938 și 1953. Aceste cifre sunt însă înșelătoare, deoarece nu țin cont de reînnoirea semnificativă din cele două arhipelaguri. Cu toate acestea, în China, după 1958, noii sosiți au fost mai puțini ca număr decât prizonierii care au murit de foame.

#### Canibalism
Sinologul Jean-Luc Domenach indică faptul că arhipelagul (gulagul chinezesc) a suferit mai mult de foamete decât restul Chinei ; acolo au fost semnalate și câteva cazuri de canibalism : « În lagărul din Qiujin, un deținut chinez poreclit “vulturul » ucide un copil de 8 ani și îl mănâncă. Dans cel din Linyi (Shandong), un prizonier înnebunit de foame scoate cadavrele pentru a le devora ». În mod similar, sunt raportate cazuri de canibalism în lagărul de reeducare Jiabiangou, unde au murit 2 500 de prizonieri din cei 3 000 de prizonieri inițiali. Lucien Bianco evocă o femeie care venea să se reculeagă la cadavrul soțului ei decedat, și își dă seama că «lipsesc fesele, coapsele si gambele ». Disidentul chinez Harry Wu, deținut timp de 19 ani în Laogai, a raportat că tatăl de 71 de ani al unui oficial de lagăr a mâncat, pentru proprietățile sale terapeutice, creieul crud al unui prizonier executat.

### Sociologia lagărelor
În comparație cu gulagul sovietic, în laogaiul chinezesc sunt mai puține femei, străini și țărani.
În timp ce în gulag femeile reprezintă 10 % din populația penitenciarului, Jean-Luc Domenach menționează că 5 % dintre deținuți erau femei, până la sfârșitul Revoluției Culturale. Apoi, odată cu creșterea numărului de deținuți din delincvența de drept comun, acest procent a crescut la aproximativ 10 %.
Străinii sunt deosebit de rari în laogaiul chinezesc : misionarii occidentali, coreenii fugând din Coreea de Nord și rușii albi sunt excepțiile.
Românul Marius Balo, profesor de engleză la universitatea Renmin, stabilit în capitala Chinei din 2010, a fost arestat pe 28 martie 2014, acuzat de fraudă contractuală și condamnat, pe 24 martie 2016, la 8 ani de închisoare. A fost eliberat pe 27 martie 2022. Acesta atrage atenția asupra situației grave a româncei Alina Apostol aflată încă (2024) în închisoarea din Fujian cu o condamnare de 13 ani din care a executat mai mult de jumătate.

## Bilanț
Sistemul laogai este estimat la peste 1 000 de lagăre în diferite regiuni ale Republicii Populare Chineze. În general, se estimează că au existat 10 milioane de prizonieri și internați în fiecare an al domniei lui Mao, cu o rată anuală a mortalității de cel puțin 10. %
</link>.
Potrivit guvernului chinez, în prezent se referă la peste 2 milioane de persoane, dar între 4 și 6 milioane de prizonieri conform Fundației de Cercetare Laogai. Această organizație, creată de Harry Wu, un fost prizonier chinez al laogaiului, estimează la peste 50 de milioane numărul prizonierilor chinezi care au trecut prin aceste lagăre de la venirea comuniștilor la putere în 1949 și la 20 de milioane de bărbați și femei care au murit acolo (frig, foame, boală, oboseală, execuții sumare etc.).
La începutul anului 2013, autoritățile chineze au menționat proiectul de eliminare a laogai printr-o reformă majoră a sistemului de “reabilitare prin muncă ». În decembrie, guvernul a anunțat închiderea definitivă a acestor „lagăre de reeducare prin de muncă ». Conform reformelor, munca este acum plătită și supusă dorințelor prizonierilor. Experții au avertizat însă cu privire la persistența probabilă în China, sub diferite denumiri, a altor forme de detenție arbitrară.

#### Lucrări despre laogai
- Balo, Marius (2023). Păturica roz. Întemnițat în China comunistă. Litera. ISBN 978-630-319-406-6.
- Pasqualini, Jean (1975). Prisonnier de Mao. Sept ans dans un camp de travail en Chine⁠(d) (în franceză) (ed. Gallimard). Paris. p. 339. ISBN 2-07-029136-7.
- Domenach, Jean-Luc (1992). Chine (ed. Fayard). p. 692. ISBN 978-2-213-65893-3.
- Wu, Harry (1994). Vents amers⁠(d) (în franceză) (ed. Bleu de Chine⁠(d)). Paris. p. 383. ISBN 2-910884-05-8.
- Wu, Harry (1997). Laogai, le goulag chinois (în franceză) (ed. Dagorno). Paris. p. 322. ISBN 2-910019-30-6.
- Liao, Yiwu (2013). Dans l'empire des ténèbres⁠(d) (ed. François Bourin). p. 678. ISBN 978-2-84941-362-3.
- Leys, Simon (1976). Images brisées (ed. Robert Laffont).
- Roux, Alain (2009). Le Singe et le Tigre : Mao, un destin chinois⁠(d) (ed. Larousse). p. 1126.
- Bianco, Lucien (2014). La récidive. Révolution russe, révolution chinoise⁠(d) (în franceză) (ed. Gallimard). Paris. p. 517. ISBN 978-2-07-014698-7.
- en  Laogai Research Foundation
- Entretien avec Harry Wu, directeur de la Laogai Research Foundation
- Arte documentaire : Le laogai
- en  Laogai Handbook 2005-2006 Arhivat în 27 mai 2008, la Wayback Machine.